# أوليفر هولمز
أوليفر هولمز (بالإنجليزية: Oliver Holmes)‏ هو لاعب دوري الرغبي بريطاني، ولد في 7 أغسطس 1992 في كاسلفورد ‏ في المملكة المتحدة.